# Tomasz Nowakowski (podpułkownik)
Tomasz Nowakowski (ur. 19 września 1896 w Chełmnie, zm. 28 maja 1971 w Bydgoszczy) – podpułkownik piechoty Wojska Polskiego. Kawaler Orderu Virtuti Militari.

## Życiorys
Urodził się 18 września 1896 w Chełmnie w rodzinie Juliana i Cecylii z Różańskich. W 1914 zmobilizowany do Armii Cesarstwa Niemieckiego. 27 lutego 1919 przyjęty do Armii Wielkopolskiej i przydzielony do 3 pułku artylerii. Później od lipca 1919 w 14 Wlkp. pułku artylerii, z którym wziął udział w wojnie polsko-bolszewickiej. Za udział w zdobyciu Bobrujska został odznaczony Orderem Virtuti Militari.

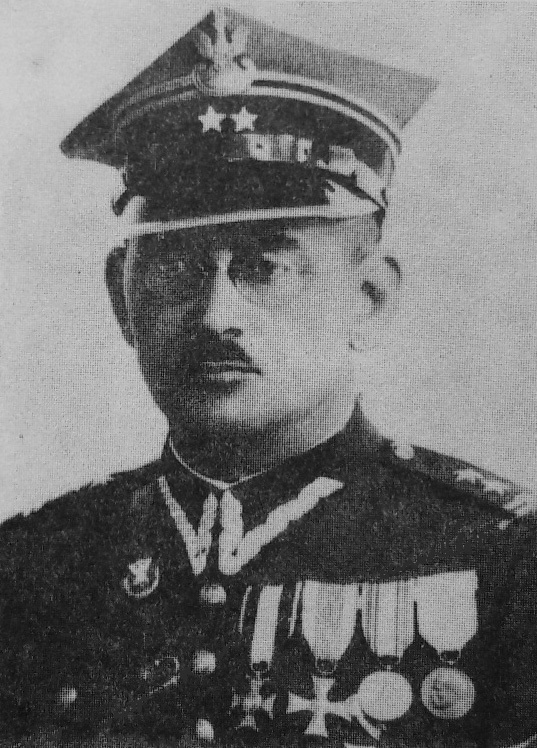
Ppłk Tomasz Nowakowski

W 1937 awansowany na podpułkownika zostaje zastępcą dowódcy 3 pułku artylerii lekkiej Legionów. W kampanii wrześniowej był jego ostatnim dowódcą. Po zakończeniu walk więziony w obozach niemieckich do 1945. Po wojnie pracownik przedsiębiorstw państwowych. W 1962 przeszedł na emeryturę.   
Zmarł 28 maja 1971 w Bydgoszczy.   

## Życie prywatne
Od 1922 był żonaty z Czesławą z Szymańskich, z którą miał troje dzieci.

## Awanse
- podpułkownik – 11 marca 1937

## Ordery i odznaczenia
- Krzyż Srebrny Orderu Wojskowego Virtuti Militari nr 5890[1][2]
- Krzyż Niepodległości[2]
- Krzyż Walecznych[5][2]
- Złoty Krzyż Zasługi (25 maja 1939)[6]
- Medal Pamiątkowy za Wojnę 1918–1921[5]
- Medal Dziesięciolecia Odzyskanej Niepodległości[5]